# Tournoi de clôture du championnat du Chili de football 2016
Navigation
Tournoi précédent Tournoi suivant
Le tournoi de clôture de la saison 2016 du Championnat du Chili de football est le second tournoi de la quatre-vingt-troisième édition du championnat de première division au Chili. 
La saison sportive est scindée en deux tournois saisonniers, Ouverture et Clôture, qui décernent chacun un titre de champion. Le fonctionnement de chaque tournoi est le même : l'ensemble des équipes est regroupé au sein d'une poule unique où elles affrontent les autres clubs une seule fois. Le vainqueur du tournoi de Clôture se qualifie pour la Copa Libertadores 2016 et est protégé de la relégation en fin de saison. Les équipes classées de la 2e à la 5e place s'affrontent lors de la Liguilla, qui attribue une place en Copa Sudamericana pour le vainqueur.
La relégation est décidée à l'issue du tournoi de Clôture. Un classement cumulé des deux tournois est effectué : les deux derniers de ce classement sont relégués et remplacés par les deux meilleures formations de Segunda Division, la deuxième division chilienne.
C'est le Universidad Católica qui remporte le tournoi après avoir terminé en tête du classement final, avec un seul point d’avance sur le tenant du titre, Colo Colo et le Club Deportivo O'Higgins. C'est le onzième titre de champion du Chili de l'histoire du club.

## Les clubs participants
- Colo Colo
- Universidad Católica
- CF Universidad de Chile
- Club de Deportes Iquique
- Club de Deportes Antofagasta
- Club Deportivo Huachipato
- Unión La Calera
- Club Deportivo O'Higgins
- Club de Deportes Cobresal
- Unión Española
- Audax Italiano
- Club Deportivo Palestino
- CD San Luis de Quillota
- CD Santiago Wanderers
- CD Universidad de Concepción
- CD San Marcos de Arica

## Compétition
Le barème utilisé pour établir le classement est le suivant :
- Victoire : 3 points
- Match nul : 1 point
- Défaite : 0 point

### Phase régulière

#### Classement
| Rang | Équipe                       | Pts | J  | G | N | P | Bp | Bc | Diff |
| ---- | ---------------------------- | --- | -- | - | - | - | -- | -- | ---- |
| 1    | Universidad Católica         | 29  | 15 | 9 | 2 | 4 | 33 | 25 | +8   |
| 2    | Colo-ColoT                   | 28  | 15 | 8 | 4 | 3 | 19 | 11 | +8   |
| 3    | Club Deportivo O'Higgins     | 28  | 15 | 8 | 4 | 3 | 28 | 24 | +4   |
| 4    | Club Deportivo Palestino     | 25  | 15 | 6 | 7 | 2 | 24 | 18 | +6   |
| 5    | CD Universidad de Concepción | 25  | 15 | 8 | 1 | 6 | 22 | 24 | -2   |
| 6    | CD Santiago Wanderers        | 23  | 15 | 6 | 5 | 4 | 31 | 26 | +5   |
| 7    | Club de Deportes Antofagasta | 21  | 15 | 6 | 3 | 6 | 23 | 18 | +5   |
| 8    | Club de Deportes Iquique     | 19  | 15 | 4 | 7 | 4 | 22 | 21 | +1   |
| 9    | Club Deportivo Huachipato    | 19  | 15 | 4 | 7 | 4 | 26 | 27 | -1   |
| 10   | CF Universidad de Chile      | 16  | 15 | 3 | 7 | 5 | 29 | 25 | +4   |
| 11   | CD San Luis de QuillotaP     | 16  | 15 | 3 | 7 | 5 | 22 | 25 | -3   |
| 12   | Audax Italiano               | 16  | 15 | 3 | 7 | 5 | 16 | 19 | -3   |
| 13   | Unión Española               | 15  | 15 | 2 | 9 | 4 | 20 | 24 | -4   |
| 14   | Club de Deportes Cobresal    | 14  | 15 | 3 | 5 | 7 | 14 | 21 | -7   |
| 15   | CD San Marcos de Arica       | 12  | 15 | 2 | 6 | 7 | 10 | 17 | -7   |
| 16   | Unión La Calera              | 11  | 15 | 2 | 5 | 8 | 16 | 30 | -14  |

|  | Qualification pour la Copa Libertadores 2017      |
|  | Qualification pour la Liguilla                    |
|  | T : Tenant du titre P : Promu de Segunda Division |

- Colo-Colo, Palestino et Universidad de Concepción ne participent pas à la Liguilla car ils sont déjà qualifiés pour la Copa Libertadores ou la Copa Sudamericana.

### Liguilla
Le vainqueur de la Liguilla se qualifie pour la Copa Sudamericana 2016.
|  | Demi-finales                     | Demi-finales                 | Demi-finales |                           |   | Finale | Finale | Finale |  |
|  |                                  |                              |              |                           |   |        |        |        |  |
|  | 4 et 8 mai 2016                  |                              |              |                           |   |        |        |        |  |
|  |                                  |                              |              |                           |   |        |        |        |  |
|  | (7) Club de Deportes Antofagasta | 0                            | 0 (3)        |                           |   |        |        |        |  |
|  | (7) Club de Deportes Antofagasta | 0                            | 0 (3)        | 11 et 15 mai 2016         |   |        |        |        |  |
|  | (6) CD Santiago Wanderers tab    | 0                            | 0 (4)        |                           |   |        |        |        |  |
|  | (6) CD Santiago Wanderers tab    | 0                            | 0 (4)        | (6) CD Santiago Wanderers | 0 | 0      |        |        |  |
|  | 4 et 8 mai 2016                  |                              |              | (6) CD Santiago Wanderers | 0 | 0      |        |        |  |
|  |                                  | (3) Club Deportivo O'Higgins | 0            | 1                         |   |        |        |        |  |
|  | (8) Club de Deportes Iquique     | (3) Club Deportivo O'Higgins | 0            | 1                         | 1 | 1      |        |        |  |
|  | (8) Club de Deportes Iquique     |                              |              |                           | 1 | 1      |        |        |  |
|  | (3) Club Deportivo O'Higgins     | 3                            | 0            |                           |   |        |        |        |  |

### Classement cumulé
| Rang | Équipe                       | Pts | J  | G  | N  | P  | Bp | Bc | Diff |
| ---- | ---------------------------- | --- | -- | -- | -- | -- | -- | -- | ---- |
| 1    | Universidad Católica         | 61  | 30 | 19 | 4  | 7  | 66 | 40 | +26  |
| 2    | Colo-Colo                    | 61  | 30 | 19 | 4  | 7  | 42 | 24 | +18  |
| 3    | Club Deportivo Palestino     | 53  | 30 | 14 | 11 | 5  | 47 | 35 | +12  |
| 4    | CD Universidad de Concepción | 53  | 30 | 17 | 2  | 11 | 51 | 43 | +8   |
| 5    | Club Deportivo O'Higgins     | 51  | 30 | 15 | 6  | 9  | 51 | 47 | +4   |
| 6    | CD Santiago Wanderers        | 43  | 30 | 11 | 10 | 9  | 51 | 45 | +6   |
| 7    | Audax Italiano               | 42  | 30 | 10 | 12 | 8  | 38 | 38 | 0    |
| 8    | Unión Española               | 39  | 30 | 9  | 12 | 9  | 50 | 44 | +6   |
| 9    | Club Deportivo Huachipato    | 35  | 30 | 8  | 11 | 11 | 41 | 47 | -6   |
| 10   | Club de Deportes Iquique     | 35  | 30 | 8  | 11 | 11 | 43 | 50 | -7   |
| 11   | CF Universidad de ChileC     | 33  | 30 | 7  | 12 | 11 | 53 | 55 | -2   |
| 12   | Club de Deportes Antofagasta | 32  | 30 | 8  | 8  | 14 | 34 | 41 | -7   |
| 13   | Club de Deportes Cobresal    | 32  | 30 | 9  | 5  | 16 | 37 | 49 | -12  |
| 14   | CD San Luis de QuillotaP     | 29  | 30 | 7  | 8  | 15 | 40 | 49 | -9   |
| 15   | CD San Marcos de Arica       | 29  | 30 | 7  | 8  | 15 | 28 | 37 | -9   |
| 16   | Unión La Calera              | 26  | 30 | 6  | 8  | 16 | 29 | 57 | -28  |

|  | Qualification pour la Copa Sudamericana 2016                                     |
|  | Relégation en seconde division                                                   |
|  | T : Tenant du titre C : Vainqueur de la Copa Chile P : Promu de Segunda Division |

- Colo-Colo ne peut pas se qualifier pour la Copa Sudamericana 2016 car il est déjà engagé en Copa Libertadores, de même Palestino est déjà qualifié pour la Sudamericana grâce à sa place de finaliste de la Liguilla lors du tournoi Ouverture.

## Bilan du tournoi
| Championnat du Chili de football 2016 |                                  |
| Champion                              | Universidad Católica (11e titre) |
| Coupes et trophées                    |                                  |
| Vainqueur de la Coupe du Chili 2016   | CF Universidad de Chile          |
| Qualifications continentales          |                                  |
| Copa Libertadores 2017                | Universidad Católica             |
| Copa Sudamericana 2016                | Universidad Católica             |
| Copa Sudamericana 2016                | Club Deportivo O'Higgins         |
| Copa Sudamericana 2016                | CD Universidad de Concepción     |
| Promotions et relégations             |                                  |
| Promus en Primera División            | Deportivo Temuco                 |
| Promus en Primera División            | CD Everton Viña del Mar          |
| Relégués en Segunda División          | CD San Marcos de Arica           |
| Relégués en Segunda División          | Unión La Calera                  |